# FIFA Balón de Oro 2015
La gala FIFA Balón de Oro 2015 fue la sexta y última edición de esta entrega de premios organizada anualmente por la FIFA, que toma su nombre del galardón que premia al «mejor futbolista del mundo». Las distinciones se dividieron en ocho categorías: mejor jugador, mejor jugadora, mejor entrenador de categorías masculina y femenina, XI Mundial FIFA/FIFPro, Premio Puskás, Premio Presidencial y Premio Fair Play.
Los premios tuvieron lugar como cada año, en Zúrich, Suiza, el 11 de enero de 2016.

## Categoría masculina

### Mejor jugador
| Posición | Futbolista        | Club            | Total de votos |
| -------- | ----------------- | --------------- | -------------- |
| 1        | Lionel Messi      | F.C. Barcelona  | 41,33 %        |
| 2        | Cristiano Ronaldo | Real Madrid     | 27,76 %        |
| 3        | Neymar            | F. C. Barcelona | 7,86 %         |

Preseleccionados
Los siguientes 23 jugadores fueron los candidatos (propuestos por FIFA y France Football) al FIFA Ballon d’Or 2015:
| Preseleccionados | Preseleccionados   | Preseleccionados          | Preseleccionados |
| Posición         | Futbolista         | Votos                     |                  |
| ---------------- | ------------------ | ------------------------- | ---------------- |
| 1                | Lionel Messi       | 41,33 %                   |                  |
| 2                | Cristiano Ronaldo  | 27,76 %                   |                  |
| 3                | Neymar             | 7,86 %                    |                  |
| 4                | Robert Lewandowski | 4,17 %                    |                  |
| 5                | Luis Suárez        | 3,38 %                    |                  |
| 6                | Thomas Müller      | 2,21 %                    |                  |
| 7                | Manuel Neuer       | 1,97 %                    |                  |
| 8                | Eden Hazard        | 1,33 %                    |                  |
| 9                | Andrés Iniesta     | 1,24 %                    |                  |
| 10               | Alexis Sánchez     | 1,18 %                    |                  |
| 11               | Zlatan Ibrahimović | 1,13 %                    |                  |
| 12               | Yaya Touré         | 0,89 %                    |                  |
| 13               | Sergio Agüero      | 0,86 %                    |                  |
| 14               | Javier Mascherano  | 0,79 %                    |                  |
| 15               | Paul Pogba         | 0,72 %                    |                  |
| 16               | Gareth Bale        | 0,65 %                    |                  |
| 17               | Arturo Vidal       | 0,58 %                    |                  |
| 18               | Kevin De Bruyne    | 0,47 %                    |                  |
| 19               | James Rodríguez    | 0,45 %                    |                  |
| 20               | Karim Benzema      | 0,40 %                    |                  |
| 21               | Toni Kroos         | 0,2931 %                  |                  |
| 22               | Arjen Robben       | 0,2930 %                  |                  |
| 23               | Ivan Rakitić       | 0,0510 %                  |                  |
| Posición         | Técnico            | Club o selección nacional | Total de votos   |
| 1                | Luis Enrique       | F. C. Barcelona           | 31,08 %          |
| 2                | Pep Guardiola      | Bayern de Múnich          | 22,97 %          |
| 3                | Jorge Sampaoli     | Selección de Chile        | 9,46 %           |

Preseleccionados
| Preseleccionados | Preseleccionados     | Preseleccionados |
| Posición         | Entrenador           | Votos            |
| ---------------- | -------------------- | ---------------- |
| 1                | Luis Enrique         | 31,08 %          |
| 2                | Pep Guardiola        | 22,97 %          |
| 3                | Jorge Sampaoli       | 9,47 %           |
| 4                | Massimiliano Allegri | 9,04 %           |
| 5                | Diego Simeone        | 7,62 %           |
| 6                | José Mourinho        | 6,01 %           |
| 7                | Carlo Ancelotti      | 5,54 %           |
| 8                | Unai Emery           | 3,30 %           |
| 9                | Arsène Wenger        | 3,01 %           |
| 10               | Laurent Blanc        | 1,96 %           |
| Fuente: FIFA     |                      |                  |

## Categoría femenina

### Mejor jugadora
| Posición | Futbolista  | Club                 | Total de votos |
| -------- | ----------- | -------------------- | -------------- |
| 1        | Carli Lloyd | Houston Dash         | 35,28 %        |
| 2        | Célia Šašić | 1. FFC Frankfurt     | 12,60 %        |
| 3        | Aya Miyama  | Okayama Yunogo Belle | 9,88 %         |

Preseleccionadas
| Preseleccionadas | Preseleccionadas  | Preseleccionadas |
| Posición         | Jugadora          | Votos            |
| ---------------- | ----------------- | ---------------- |
| 1                | Carli Lloyd       | 35,28 %          |
| 2                | Célia Šašić       | 12,60 %          |
| 3                | Aya Miyama        | 9,88 %           |
| 4                | Hope Solo         | 9,84 %           |
| 5                | Nadine Angerer    | 8,14 %           |
| 6                | Megan Rapinoe     | 7,23 %           |
| 7                | Amandine Henry    | 6,57 %           |
| 8                | Eugénie Le Sommer | 4,32 %           |
| 9                | Ramona Bachmann   | 3,74 %           |
| 10               | Kadeisha Buchanan | 2,40 %           |
| Fuente: FIFA     |                   |                  |

### Mejor entrenador/a
| Posición | Técnico      | Club o Selección nacional | Total de votos |
| -------- | ------------ | ------------------------- | -------------- |
| 1        | Jill Ellis   | Estados Unidos            | 42,98 %        |
| 2        | Norio Sasaki | Japón                     | 17,79 %        |
| 3        | Mark Sampson | Inglaterra                | 10,68 %        |

Preseleccionados
| Preseleccionados | Preseleccionados | Preseleccionados |
| Posición         | Entrenador/a     | Votos            |
| ---------------- | ---------------- | ---------------- |
| 1                | Jill Ellis       | 42,98 %          |
| 2                | Norio Sasaki     | 17,79 %          |
| 3                | Mark Sampson     | 10,68 %          |
| 4                | Thomas Wörle     | 7,01 %           |
| 5                | Colin Bell       | 5,96 %           |
| 6                | Laura Harvey     | 3,53 %           |
| 7                | Farid Benstiti   | 3,39 %           |
| 8                | Calle Barrling   | 3,36 %           |
| 9                | John Herdman     | 3,11 %           |
| 10               | Gérard Prêcheur  | 2,19 %           |
| Fuente: FIFA     |                  |                  |

## FIFA/FIFPro World XI

### Once Mundial de la FIFA
| Posición               | Jugador           | Nacionalidad | Club                |
| ---------------------- | ----------------- | ------------ | ------------------- |
| POR                    | Manuel Neuer      | Alemania     | Bayern Múnich       |
| DEF                    | Dani Alves        | Brasil       | F. C. Barcelona     |
| DEF                    | Sergio Ramos      | España       | Real Madrid C. F.   |
| DEF                    | Thiago Silva      | Brasil       | París Saint-Germain |
| DEF                    | Marcelo           | Brasil       | Real Madrid C. F.   |
| MED                    | Paul Pogba        | Francia      | Juventus            |
| MED                    | Luka Modrić       | Croacia      | Real Madrid C. F.   |
| MED                    | Andrés Iniesta    | España       | F. C. Barcelona     |
| DEL                    | Cristiano Ronaldo | Portugal     | Real Madrid C. F.   |
| DEL                    | Lionel Messi      | Argentina    | F. C. Barcelona     |
| DEL                    | Neymar            | Brasil       | F. C. Barcelona     |
| Fuentes: FIFA y FIFPro |                   |              |                     |

### Nominados
| POR            | Gianluigi Buffon, Iker Casillas, David de Gea, Keylor Navas, Manuel Neuer, Claudio Bravo |
| DEF            | David Alaba, Jordi Alba, Daniel Alves, Jérôme Boateng, Dani Carvajal, Giorgio Chiellini, David Luiz, Diego Godín, Mats Hummels, Branislav Ivanovic, Vincent Kompany, Philipp Lahm, Marcelo, Javier Mascherano, Pepe, Gerard Piqué, Sergio Ramos, John Terry, Thiago Silva, Raphael Varane, Gary Medel |
| MED            | Thiago Alcántara, Xabi Alonso, Sergio Busquets, Eden Hazard, Andrés Iniesta, Toni Kroos, Luka Modrić, Andrea Pirlo, Paul Pogba, Ivan Rakitić, James Rodríguez, David Silva, Yaya Touré, Marco Verratti, Arturo Vidal                                                                                  |
| DEL            | Sergio Agüero, Gareth Bale, Karim Benzema, Douglas Costa, Cristiano Ronaldo, Zlatan Ibrahimović, Robert Lewandowski, Lionel Messi, Thomas Müller, Neymar, Eduardo Vargas, Arjen Robben, Wayne Rooney, Alexis Sánchez, Luis Suárez, Carlos Tévez,                                                      |
| Fuente: FIFPro | |

## Premio Puskás

### Mejor gol del año
| Posición | Futbolista          | Club            | Total de votos |
| -------- | ------------------- | --------------- | -------------- |
| 1        | Wendell Lira        | Goianésia       | 46,7 %         |
| 2        | Lionel Messi        | F. C. Barcelona | 33,3 %         |
| 3        | Alessandro Florenzi | A. S. Roma      | 7,1 %          |

Preseleccionados
| Preseleccionados | Preseleccionados        | Preseleccionados |
| Posición         | Futbolista              | Votos            |
| ---------------- | ----------------------- | ---------------- |
| 1                | Wendell Lira            | 46,7 %           |
| 2                | Lionel Messi            | 33,3 %           |
| 3                | Alessandro Florenzi     | 7,1 %            |
| -                | David Ball              | 12,9 %           |
| -                | Carli Lloyd             | 12,9 %           |
| -                | Marcel Ndjeng           | 12,9 %           |
| -                | Carlos Tévez            | 12,9 %           |
| -                | Gonzalo Castro          | 12,9 %           |
| -                | Philippe Mexès          | 12,9 %           |
| -                | Esteban Ramírez Segnini | 12,9 %           |
| Fuente: FIFA     |                         |                  |

## Premio Fair Play

### Conducta deportiva
| Ganador                                                                                                 |
| --- |
| Todas las organizaciones y clubes de fútbol del mundo entero que trabajan para ayudar a los refugiados. |